# De foto
De foto is een hoorspel van Martien Carton. De VARA zond het uit op woensdag 19 april 1978. De regisseur was Ad Löbler. De uitzending duurde 31 minuten.

## Rolbezetting
- Joke Reitsma-Hagelen (Marjan)
- Gerrie Mantel (Anneke)
- Enny Meunier (de grootmoeder)
- Hans Veerman (Coen)
- Olaf Wijnants (Jaap)
- Paula Majoor, Maria Lindes, Margreet de Ruiter & Jan Wegter (verdere medewerkenden)

## Inhoud
Anneke brengt een bezoek aan Marjan. Tijdens een gesprek tussen hen komt een foto aan de muur ter sprake. Anneke kan bijna niet geloven dat het een meisje moet voorstellen, want Marjan heeft het altijd maar gehad over haar twee zoontjes. Dan blijkt dat Marjan een dochtertje heeft gehad dat op driejarige leeftijd is gestorven aan een hartgebrek. Het heeft jaren geduurd voordat Marjan en haar man Coen over dit verlies heen waren…